# Wappen der Stadt Plauen
Das Wappen der Stadt Plauen ist neben Flagge und Dienstsiegel ein Hoheitszeichen der Stadt Plauen im sächsischen Vogtlandkreis und damit dem sächsischen Teil des Vogtlandes.

## Blasonierung

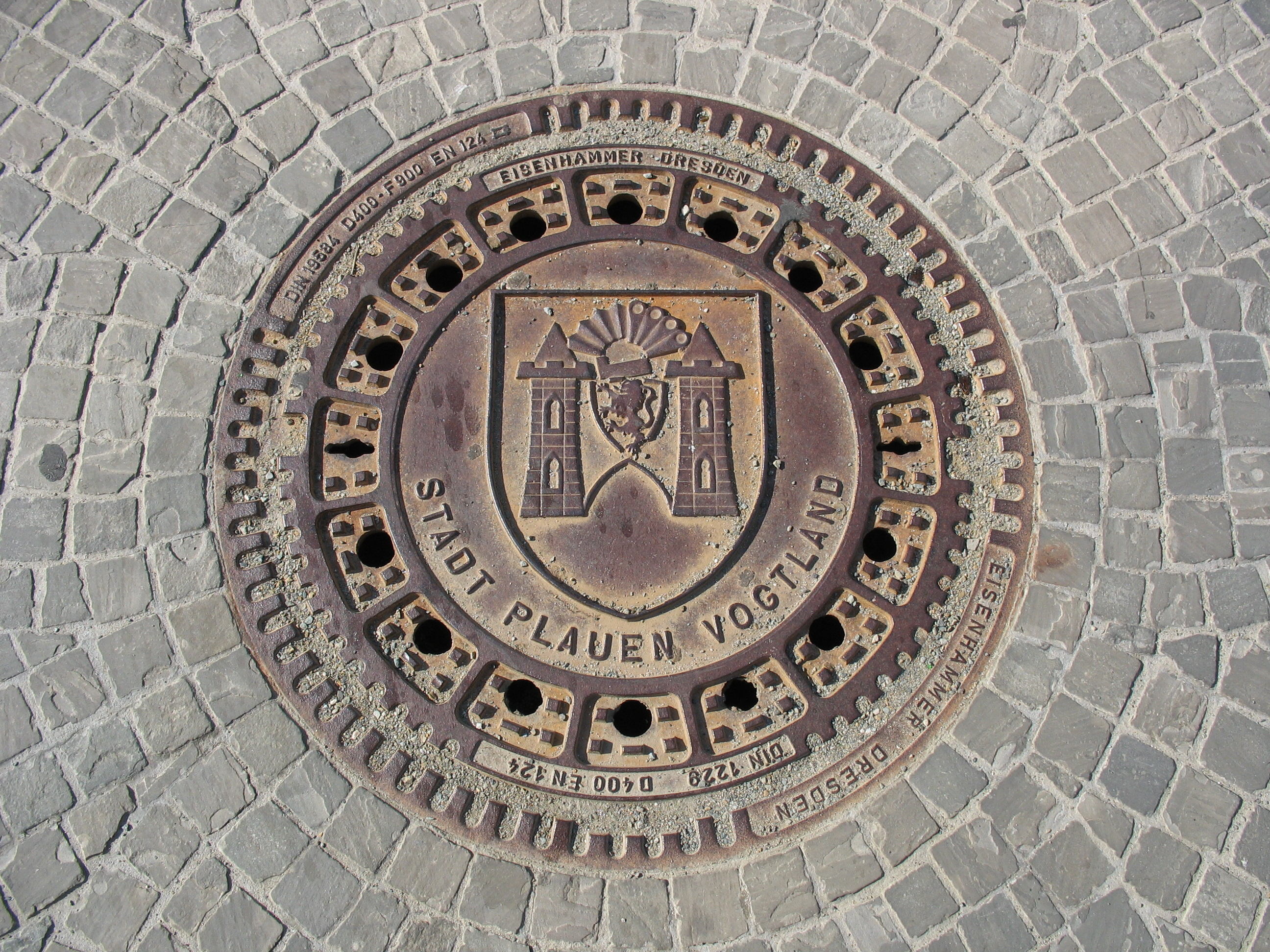
Stadtwappen auf einem Gully-Deckel

Die Stadt nennt in §2 Abs. 2 ihrer Hauptsatzung eine Blasonierung wie folgt:

„Das Wappen zeigt in Rot zwei stilisierte dreizinnige silberne Türme mit Spitzdächern und je zwei übereinander angeordnete, mit gotischem Maßwerk verzierte schwarze Fensteröffnungen, verbunden durch eine silberne Mauer mit gotischem Torbogen, belegt mit einem dreieckigen schwarzen Herzschild, darin ein aufgerichteter goldener Löwe, dem Herzschild aufgesetzt ein goldener Stechhelm mit grünen Pfauenfedern, vorn glatte, hinten gespiegelte.“

## Geschichte

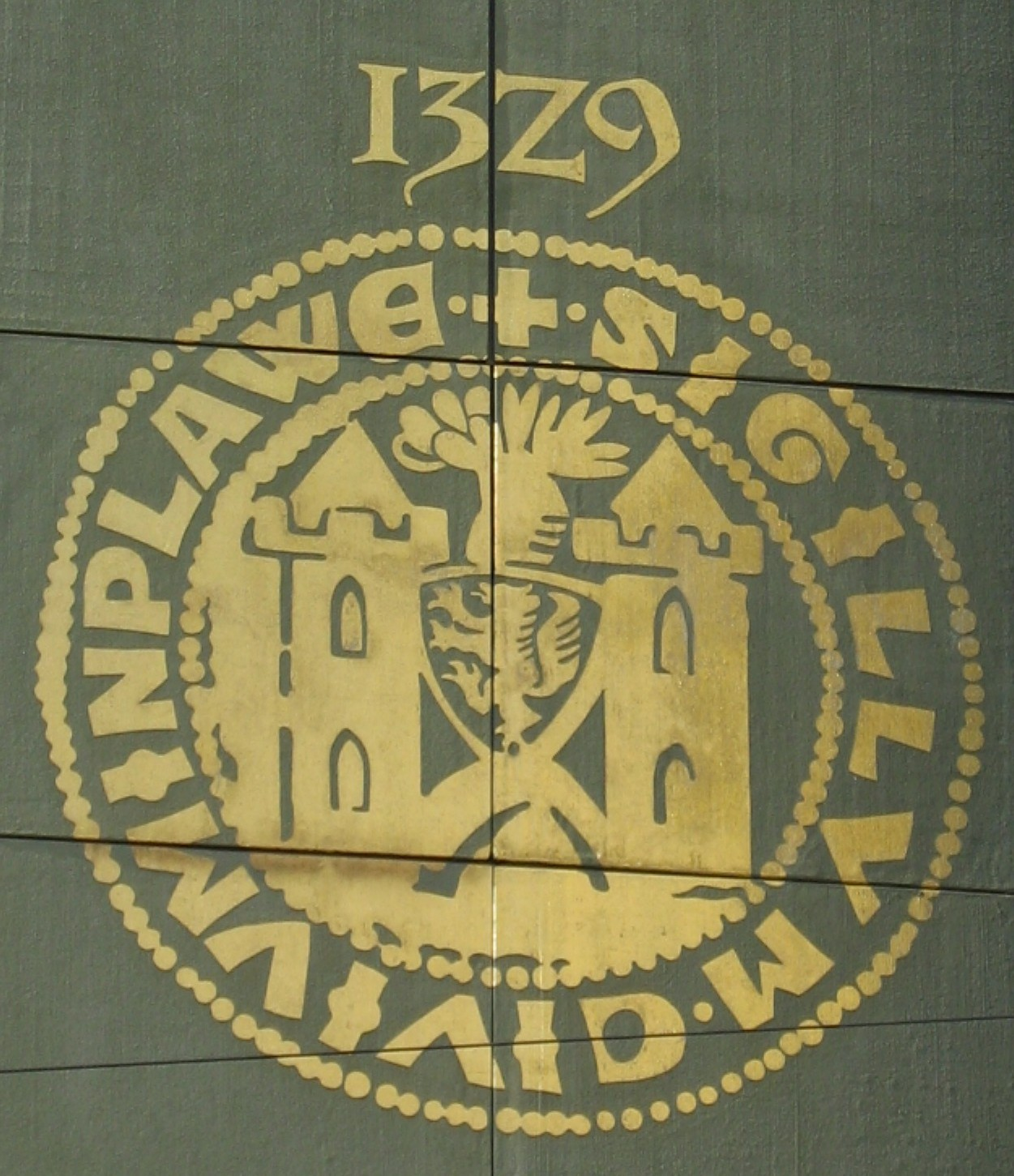
Das älteste Siegel von 1329 – (inzwischen entfernte) Abbildung an einer Hauswand in der Bahnhofstraße

Das Wappen der Stadt Plauen geht zurück auf das Siegel, das erstmals 1329 erwähnt wurde. Die heutige Form des Stadtwappens führt Plauen seit dem 12. Januar 1939.
Das oben genannte Siegel von 1329 zeigt zwischen zwei Türmen, die mit zwei spitzbogigen übereinanderliegenden Fensteröffnungen und mit je drei Mauerzacken versehen sind, ein Schild mit dem ungekrönten, nach rechts aufgerichteten Löwen, dessen Schweif in mehrere Teilschweife ausläuft; über dem Schildchen schwebt ein Stechhelm, der als Zier (heraldisch) rechts vier gespiegelte, links vier glatte Pfauenfedern trägt. Die Umschrift lautet: + SIGILLVM • CIVIVM • IN • PLAWE.
Der im aufgelegten Schildchen gezeigte aufgerichtete rechtsgewendete Löwe weist auf die Zugehörigkeit Plauens zum Herrschaftsgebiet der Vögte von Weida, Gera und Plauen hin und ist dem Stammwappen der Vögte ähnlich.

## Flagge und Dienstsiegel

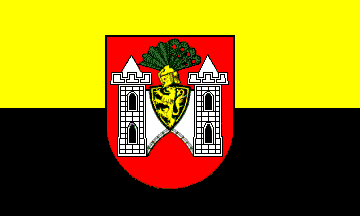
Stadtflagge

Die Flagge ist in den Stadtfarben Gold-Schwarz mit aufgelegtem Stadtwappen gehalten. Gold und Schwarz sind dabei waagerecht und von gleicher Breite.
Seit 1899 musste Plauen die „Hausfarben“ der Wettiner führen, die Stadtfarben waren daher oben Gold (gelb) und unten Blau. Der Plauener Stadtarchivar Ernst Pietsch beschäftigte sich 1926 bis 1939 intensiv mit dem Plauener Stadtwappen und mit den Stadtfarben. Am 12. Januar 1939 wurden die Farben schließlich (wieder) an die Wappenfarben angepasst, da ein altes Gesetz der Wappenkunst die Farben des Wappens so liest, dass sie in die entsprechende Fahne, oben die Farbe des Wappenbildes, unten die des Feldes setzt. Deshalb erscheint die Stadtflagge jetzt oben Gold (gelb) und unten Schwarz (belegt mit dem Wappen).
Das Dienstsiegel der Stadt enthält das Stadtwappen und im unteren Teil die Umschrift „Der Oberbürgermeister“, soweit keine andere Umschrift vorgeschrieben ist. Das dem Oberbürgermeister unmittelbar zugeschriebene Siegel enthält eine fortlaufende Nummerierung, soweit er es nicht selbst verwendet.

## Belege
1. ↑  Stadt Plauen: Hauptsatzung der Stadt Plauen. 5. Januar 2023, abgerufen am 28. September 2023.
2. ↑  §2 (3) Hauptsatzung
3. ↑  §2 (4) Hauptsatzung